# Sarcobataceae
Classification APG III (2009)
Famille
La petite famille des Sarcobatacées regroupe des plantes dicotylédones ; elle ne comprend qu'une ou deux espèces Sarcobatus vermiculatus (et Sarcobatus baileyi).
C'est une plante succulente, arbustive, épineuse, des zones salines des régions tempérées à désertiques de l'ouest de l'Amérique du Nord.

## Étymologie
Le nom vient du genre type Sarcobatus qui vient du grec σαρκός / sarkos, chair, et βάτος / batos, ronce, buisson, en référence à la chair épaisse de cette plante succulente et à ses épines.

## Classification
En classification classique de Cronquist (1981) cette plante était assignée à la famille Chenopodiaceae.
La classification phylogénétique donne à cette plante le rang de famille dans l'ordre des Caryophyllales.

## Liste des genres
Selon NCBI (4 mai 2010) et DELTA Angio (4 mai 2010) :
- genre Sarcobatus

## Liste des espèces
Selon NCBI (4 mai 2010) :
- genre Sarcobatus
  - Sarcobatus vermiculatus

Auquel il faut peut-être ajouter:
- Sarcobatus baileyi Coville (syn. Sarcobatus vermiculatus var. baileyi (Coville) Jepson)